# 蔣經國內閣
1972年5月，經中華民國國民大會選舉，嚴家淦連任第五任中華民國副總統，並卸下行政院院長職務交由蔣經國接任。蔣經國於1972年6月1日組成蔣經國內閣，為中華民國行憲後第十屆內閣，所有閣員並於6月1日宣示就職。內閣成員以當時的執政黨中國國民黨的黨員為主。
1975年4月5日，時任中華民國總統兼中國國民黨總裁蔣中正逝世，時任副總統嚴家淦依法繼任總統。身為中國國民黨首席中央常務委員蔣經國被推舉為中國國民黨主席，總裁職務成為蔣中正專屬。同時繼續擔任行政院院長，蔣經國內閣因此成爲中華民國史上第一個歷經兩任不同總統的內閣。
蔣經國內閣時代，是中華民國行憲以來第一個強勢閣揆和弱勢總統並存的時代，這一時代隨著嚴家淦就任總統開始，並隨著蔣經國就任總統，蔣經國內閣總辭而結束。

## 閣員名單

### 就任時
- 行政院院長：蔣經國（ 中國國民黨，1972年6月1日－1978年5月19日）
- 行政院副院長：徐慶鐘（ 中國國民黨，1972年6月1日－1981年12月1日）
- 行政院秘書長：費驊（ 中國國民黨，1972年5月29日－1976年6月9日）
- 行政院新聞局局長：錢復（ 中國國民黨，1972年6月－1975年5月）→ 丁懋時（ 中國國民黨，1975年5月－1979年1月）
- 行政院經濟設計委員會主任委員：張繼正（ 中國國民黨，1973年8月1日－1976年6月11日）→ 楊家麟（ 中國國民黨，1976年6月11日－1977年12月1日）
- 人事行政局局長：陳桂華（1972年6月1日－1984年9月19日）
- 內政部部長：林金生（ 中國國民黨，1972年6月1日－1976年6月10日）→ 張豐緒（ 中國國民黨，1976年6月9日－1978年5月29日）
- 外交部部長：沈昌煥（ 中國國民黨，1972年5月29日－1978年12月16日）
- 國防部部長：陳大慶（ 中國國民黨，1972年6月1日－1973年6月30日）→ 高魁元（ 中國國民黨，1973年7月1日－1981年11月19日）
- 財政部部長：李國鼎（ 中國國民黨，1969年6月25日－1976年6月9日）→ 費驊（ 中國國民黨，1976年6月9日－1978年5月29日）
- 教育部部長：蔣彥士（ 中國國民黨，1972年6月1日－1977年4月25日）→ 李元簇（ 中國國民黨，1977年4月25日－1978年6月1日）
- 司法行政部部長：王任遠（ 中國國民黨）→ 汪道淵（ 中國國民黨）
- 經濟部部長：孫運璿（ 中國國民黨，1969年10月29日－1978年6月1日）
- 交通部部長：高玉樹（1972年6月1日－1976年6月11日）→ 林金生（ 中國國民黨，1976年6月11日－1981年12月1日）
- 衛生署署長：顏春輝（1971年3月17日－1974年6月25日）→ 王金茂（1974年6月25日－1981年5月9日）
- 蒙藏委员会委員長：崔垂言（1972年5月29日－1981年11月）
- 僑務委員會委員長：毛松年（1972年6月1日－1984年6月1日）
- 國軍退除役官兵輔導委員會主任委員：趙聚鈺（ 中國國民黨，1966年－1981年6月7日）
- 青年輔導委員會主任委員：李煥（ 中國國民黨，1970年7月10日－1972年8月17日）→ 潘振球（ 中國國民黨，1972年8月18日－1978年1月31日）
- 國家科學委員會主任委員：吳大猷（1967年8月－1973年6月）→ 徐賢修（1973年6月－1981年3月）
- 研究發展考核委員會主任委員：楊家麟（ 中國國民黨，1972年6月－1976年6月）→ 郭澄（ 中國國民黨，1976年6月－1976年9月）→ 魏鏞（ 中國國民黨，1976年9月－1988年7月）
- 原子能委員會主任委員：錢思亮（1971年12月6日－1981年7月9日）
- 主計處主計長：周宏濤（ 中國國民黨，1969年1月－1978年6月）
- 中央銀行總裁：俞國華（ 中國國民黨，1969年6月－1984年5月）
- 故宮博物院院長：蔣復璁（ 中國國民黨，1965年11月16日—1983年1月16日）

### 卸任時
- 國防部部長：高魁元
- 財政部部長：費驊
- 教育部部長：李元簇
- 司法行政部部長：汪道淵
- 青年輔導委員會主任委員：王唯農
- 國家科學委員會主任委員：徐賢修
- 研究發展考核委員會主任委員：魏鏞
- 新聞局局長：丁懋時
- 經濟建設委員會主任委員：俞國華